# Matthew Vassar
Matthew Vassar (29 de abril de 1792 - 23 de junio de 1868) fue un cervecero, comerciante y filántropo estadounidense nacido en Inglaterra. Fundó Vassar College, una universidad para mujeres, en 1861. Era primo de John Ellison Vassar. La ciudad de Vassar, Míchigan, lleva su nombre.

## Biografía
Matthew Vassar nació el 29 de abril de 1792 en East Dereham, Norfolk, Inglaterra, hijo de James y Ann Bennett Vassar, agricultores de ascendencia hugonota francesa (Vasseur) que emigraron de Inglaterra. En 1796, llegaron al estado de Nueva York y se establecieron en una granja a lo largo de Wappinger's Creek en un terreno que había sido parte de la Patente Rombout de 1685 cerca del Puente de Mánchester en el condado de Dutchess. Mientras se construía la casa de campo, la familia vivía en Filkintown Road, en lo que ahora es la intersección de las calles Main y Church. En 1801, James Vassar elaboró cerveza con cebada cultivada a partir de semillas que su hermano Thomas trajo de Norfolk. La demanda de cerveza era tal que, en 1801, James Vassar vendió la granja y compró un terreno entre las calles Main y Mill en el pueblo de Poughkeepsie a Baltus Van Kleeck para construir una cervecería. Cuando Vassar tenía 14 años, sus padres lo hicieron aprendiz de curtidor.